# Понт (област)
Вижте пояснителната страница за други значения на Понт.
Понт (на гръцки: Πόντος, Понтос, на латински: Pontus) е историческа област в Североизточна Мала Азия, на север стига до бреговете на Евксински понт (Πόντος Εύξεινος или Pontus Euxinus – Черно море). Името на областта е дадено след колонизацията на бреговете на Анатолия от йонийските гърци.

## История
Първите контакти на гръцки търговци с местните жители датират вероятно около 10 век пр.н.е., като селищата се стабилизират едва към 8 – 7 век пр.н.е. Това се потвърждава от археологически находки и от датата на основаване на най-старата колония Синоп – 731 г. пр.н.е., съобщена от Евсевий Кесарийски. Отражение на тези ранни контакти са редица герои и места, споменати в древногръцката митология: пътуването на Язон и аргонавтите, приключенията на Херкулес и Одисей, митът за прикования Прометей. Най-ранното писмено описание на гръцките селища в Понт е на Скилакс Кариандски от 7 в. пр.н.е.
През различните исторически периоди границите на Понт са се променяли: първоначално той е бил разположен на тясна ивица от нос Язония до река Халис; по-късно, когато възниква Понтийското царство, Понт граничи с Витиния на запад и Велика Армения на изток, с Кападокия, Галатия и Малка Армения на юг.
Цялата страна е била пресечена от планини, гори и дива природа, но долините са се отличавали с плодородие: тук са расли в голямо изобилие различни видове житни растения (особено пшеница и просо), плодове, маслини. От животинския свят областта се е славила с пчели и бобри; бил развит добивът на желязо и сол. Известните планини на Понт са Париадър, Скордиск, Литрос (Λίθρος), Офлим, Тексес.
Дарий I пръв прави страната сатрапия, като я дава в наследство на персиеца Артабаз (502) пр.н.е. Сатрапията става практически независима с идването на власт на Митридат I. Пръв получава титлата цар Ариобарзан, от когото започва династията на понтийските царе; историята на независимото Понтийско царство започва едва от Митридат II (в средата на 4 век пр.н.е., който се подчинява на Александър Македонски и като награда за оказаното съдействие, през епохата на диадохите, е наречен Κτίστής (основоположник на законното царство).